# Natsuki Katō
Natsuki Katō (加藤 夏希?, Katō Natsuki; Yurihonjō, 26 luglio 1985) è un'attrice giapponese.

## Biografia
Debuttò nel 1999, con la serie televisiva Blazing Robocon!. L'anno successivo interpretò il suo primo lungometraggio, Pop Beat Killers, diretto da Hiroyuki Nakano.
Nel 2001 sostituì Hinako Saeki e interpretò il ruolo della protagonista Misa Kuroi nel J-Horror Eko Eko Azarak: Awakening, diretto da Kōsuke Suzuki, quarto film della serie Eko Eko Azarak, e fu nel cast della commedia-horror Stacy, diretta da Naoyuki Tomomatsu.
Nel 2002 interpretò il ruolo di Kamen Rider Femme, la prima protagonista femminile della serie tokusatsu Kamen Rider, nella serie televisiva 13 Riders e nel film Kamen Rider Ryuki The Movie: Episode Final. Nel 2003 interpretò il ruolo di Saki Sakurai in Battle Royale II: Requiem, co-diretto da Kinji e Kenta Fukasaku. Successivamente partecipò a varie serie televisive.

## Filmografia parziale

### Cinema
- Pop Beat Killers (Poppugurūpu koroshiya) di Hiroyuki Nakano (2000)
- Eko Eko Azarak: Awakening (Eko eko azaraku IV) di Kōsuke Suzuki (2001)
- Stacy di Naoyuki Tomomatsu (2001)
- Kamen Rider Ryuki The Movie: Episode Final (Gekijōban Kamen Raidā Ryūki Episōdo Fainaru) (2002)
- Tokyo 10+01 di Higuchinsky (2003)
- Battle Royale II: Requiem (Batoru rowaiaru II: Chinkonka) di Kinji e Kenta Fukasaku (2003)
- Shirotsubaki di Masatoshi Akihara (2007)
- The Monster X Strikes Back: Attack the G8 Summit (Girara no gyakushū: Tōya-ko Samitto kikiippatsu) di Minoru Kawasaki (2008)

### Televisione
- Blazing Robocon! (Moero! Robokon) (1999)
- Kamen Rider Ryuki Special: 13 Riders (Kamen Raidā Ryūki Supessharu Jūsan Raidāsu) (2002)
- Hana Yori Dango Returns (2007)